# کرامونسهاگن
کرامونسهاگن (به آلمانی: Cramonshagen) یک شهر در آلمان است که در نوردوست‌مکلنبورگ واقع شده‌است. کرامونسهاگن ۵۶۵ نفر جمعیت دارد.